# Слобода-Підлісівська
Слобода-Підлісівська — село в Україні, у Ямпільській міській громаді Могилів-Подільського району Вінницької області. Населення становить 600 осіб.

## Історія
7 (20) листопада 1917 року, відповідно до Третього Універсалу Української Центральної Ради, увійшло до складу Української Народної Республіки.
У селі Слобода-Підлісівська археологи виявили унікальний скельно-печерний комплекс із давніми петрогліфами. Згадки про печери в цьому селі містяться ще в працях Віктора Гульдмана та Юхима Сіцінського, виданих у 1901 році. Деякі ознаки — зокрема кам’яні лави — вказують на історичну значущість об’єкта. У 2014 році дослідники вперше оглянули печери, у квітні 2025 року фахівці провели перше комплексне обстеження. Виникнення подібних комплексів пов’язують із радикальними аскетичними традиціями чернецтва східної церкви.
12 червня 2020 року, відповідно до Розпорядження Кабінету Міністрів України № 707-р «Про визначення адміністративних центрів та затвердження територій територіальних громад Вінницької області», увійшло до складу Ямпільської міської громади.
19 липня 2020 року, в результаті адміністративно-територіальної реформи та ліквідації Ямпільського району, село увійшло до складу новоутвореного Могилів-Подільського району.

## Видатні уродженці
- Васильківський Дмитро Іванович — Герой Соціалістичної Праці.

## Населення
Згідно з переписом УРСР 1989 року чисельність наявного населення села становила 686 осіб, з яких 278 чоловіків та 408 жінок.
За переписом населення України 2001 року в селі мешкала 651 особа.

### Мова
Розподіл населення за рідною мовою за даними перепису 2001 року:
| Мова       | Відсоток |
| ---------- | -------- |
| українська | 99,08 %  |
| російська  | 0,77 %   |
| молдовська | 0,15 %   |